# Непроштено
Непроштено (мкд. Непроштено) је насеље у Северној Македонији, у северном делу државе. Непроштено припада општини Теарце.

## Географија
Насеље Непроштено је смештено у северном делу Северне Македоније. Од најближег већег града, Тетова, насеље је удаљено 8 km северно.
Непроштено се налази у доњем делу историјске области Полог. Насеље је положено на северозападном ободу Полошког поља. Источно од насеља пружа се поље, а западно се издиже Шар-планина. Надморска висина насеља је приближно 500 метара.
Клима у насељу је умерено континентална.

## Историја
Село је у периоду од 1930. до 1941. године носило име Андрејево, по најмлађем сину краља Александра I Карађорђевића.

## Становништво
Непроштено је према последњем попису из 2002. године имало 1.309 становника.
Претежно становништво у насељу су Албанци (69%), а у мањини су етнички Македонци (31%).
Већинска вероисповест је ислам, а мањинска православље.